# Historismus (lingvistika)
Historismy (slova historická) jsou slova, která označují dávno zaniklé věci. Historismy úzce souvisejí s archaismy, ale liší se od nich tím, že archaismy mohou označovat i skutečnost dosud existující, pro niž se ovšem v současnosti používá vhodnější výraz.
Historismy se vyskytují především mezi podstatnými a přídavnými jmény, méně mezi slovesy a dalšími slovními druhy. Nejrychleji zastarávají výrazy označující válečnou techniku (halapartna, kyrysník), jídlo (calta – druh koláče), oděvy a obuv (postol – střevíc z lýka), mince (rýnský, grešle), míry a váhy (píď, versta) apod. Historismy a archaismy relativně nejdéle přežívají v místních jménech (Postoloprty), v ustálených rčeních (nestojí za zlámanou grešli), příslovích a lidových písních. 